# Fraise de Wépion
Les fraises de Wépion sont des produits horticoles belges, issus des cultures de fraisiers proches du village de Wépion, en province de Namur.
L'appellation d'origine « fraise de Wépion » qui ne fait l'objet d'aucune protection géographique, recouvre plusieurs variétés de fraises différentes. La fraise à Wépion connait un immense essor pendant l'entre-deux guerres, grâce tout d’abord à la demande des familles bourgeoises qui venaient en villégiature dans les vastes villas construites en bord de Meuse. Sa réputation est connue sur tout le territoire belge et même à l’étranger. Les producteurs restent fidèles à la culture en pleine terre pour l'obtention d'un fruit charnu et savoureux.

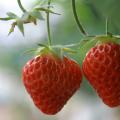

## Histoire

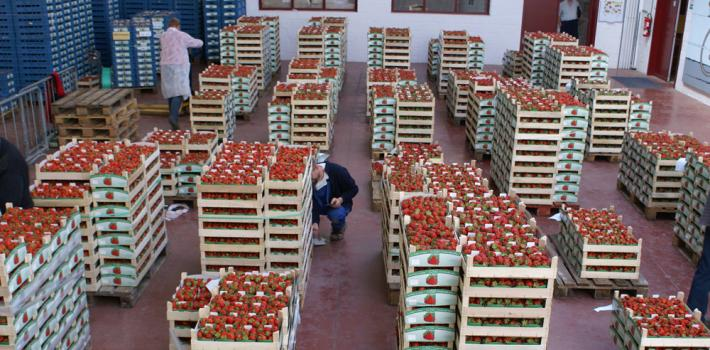
La Criée de Wépion : le carreau de vente

D’après les historiens locaux, on cultivait déjà la fraise des bois à la Plante et à Wépion vers 1650. Ces petites fraises étaient, semble-t-il, plantées entre les fosses d’où se dressaient les perches à houblon dont la production était destinée aux brasseries namuroises.
C’est en 1880 que l’on situe le véritable avènement de la fraise de Wépion. Les premiers plants de fraisiers à gros fruits, originaires du Nouveau Monde, furent introduits chez nous par un jardinier wépionnais, Charles Garnier. 
Durant l'entre-deux-guerres, le droit aux congés payés et l'apparition du tourisme populaire dans la région de production ont contribué à la réputation de cette fraise. De nombreuses familles des villages de Bois-de-Villers, Dave, Maillen, Malonne, Wépion et des environs ont cultivé durant quelques décennies des petites surfaces (quelques ares) dont la commercialisation était assurée sur les places publiques des différents villages.
L'essor commercial vint dans les années 1960 avec le regroupement des différents marchés locaux en une coopérative localisée à la frontière des villages de Bois-de-Villers et de Wépion. Le bâtiment prit très rapidement la dénomination de Criée de Wépion qui compta alors plusieurs centaines de producteurs de fraises.
L'urbanisation des villages et l'augmentation des contraintes légales provoquèrent dans les années 1970 une diminution brutale et importante du nombre de producteurs dont seule une dizaine subsistait au début des années 1980. Leurs méthodes de production et de commercialisation se professionnalisèrent, la zone de production s'étendit à une vingtaine de kilomètres autour de la Criée de Wépion. Les fraisiéristes (horticulteurs professionnels produisant de la fraise) étaient nés.
Au début des années 2000, la coopérative se mua en véritable organisation de producteurs (règlement CEE 2200/96), ouverte à tous les producteurs soucieux de perpétuer la production de fraises.

## Généralités
La  fraise de Wépion est cultivée suivant un cahier des charges et les producteurs sont épaulés par des techniciens agronomes appartenant à une structure indépendante, le Groupement des Fraisiéristes Wallons.
Les premières récoltes de mai sont obtenues grâce à des serres ou dans des tunnels de plastique, chauffés ou non. Le mois de juin est réservé aux productions non forcées et de plein-champ. De juillet à octobre, les récoltes issues de plants repiqués d’avril à juillet, prolongent la saison.

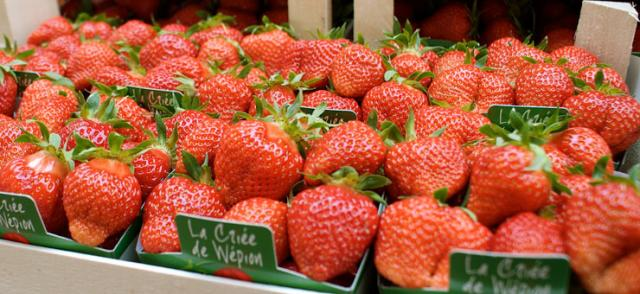
Fraises rangées, en raviers carton

Les soins dont font l’objet les fraisiers sont enregistrés et, à tout moment, le fraisiériste peut assurer la traçabilité de la fraise qu’il commercialise. Des contrôles sont effectués tous les jours afin d’assurer la qualité recherchée et de prévenir tout problème. 
Les fraises sont récoltées à maturité le matin avant les fortes chaleurs de l’après-midi et sont rangées avec soin dans des barquettes ou raviers spécifiques en carton.
Outre leur cueillette à maturité, la particularité des fraises de la Criée de Wépion est d'être présentées en étant rangées sur le dessus du ravier, dans le même sens. Le soir même de leur récolte les fraises sont vendues "à la criée" tant aux grossistes, qu'aux commerces de détail et grandes surfaces qui peuvent dès lors les proposer dès le lendemain matin à l’étal.
La Criée de Wépion est une coopérative agréée et elle collabore avec le Groupement des Fraisiéristes Wallons - GFW  qui est le centre pilote de la filière "Fraise" en Wallonie. Par l'encadrement technique des producteurs, le GFW assure la vulgarisation des résultats expérimentaux ou de recherches plus fondamentales.
Fondé en 1970 par le Syndicat d'Initiative et du Tourisme de Wépion et Dorothée Houart, élève du folkloriste Albert Marinus, le Musée de la fraise a pour vocation la préservation de la culture et de la mémoire locale par une politique d’acquisition large d'objets et d'archives glanés auprès des Wépionnais. Le Musée présente des scènes de vie au début du XXe siècle au travers de reconstitutions d'intérieurs et d'espaces de métier. Le Musée est aussi le Jardin des petits fruits s'étendant sur 35 ares de parterres avec 20 espèces de fruits de la région, un verger composé de variétés indigènes ainsi que des ruches. Le Musée organise aussi le Fraise'tival.
The Blackbird’s Gin est un gin premium à la fraise de Wépion distillé et mis en bouteille en Belgique.
François Gaspacho, artiste plasticien originaire de Wépion et résidant à Bangkok, intègre une image stylisée dans toutes ses sculptures.

## Vente à la criée
Tous les soirs à 19h30 durant la saison de production, les fraisiéristes proposent leurs récoltes à la vente au marché à la criée  qui est accessible aux marchands ou commerçants. 

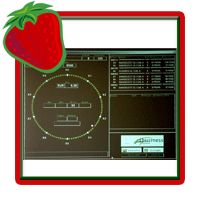
Horloge pour la vente à la criée

Le marché de la Criée de Wépion sert à la vente des fraises en fixant le prix par des enchères décroissantes. Les acheteurs rassemblés dans un même lieu sont mis en concurrence par la décroissance du prix d'adjudication qui se matérialise sur un cadran ("l'horloge") dont les heures sont remplacées par un prix et dont l'aiguille peut être arrêtée par les acheteurs présents.

## Les variétés
Si ce sont les anciennes variétés locales (Madame Moutot, Souvenir de Charles, Dumanil, Grand Manil) qui ont concouru à la réputation des fraises de Wépion, elles sont actuellement abandonnées au profit de variétés plus savoureuses et dont la conservation et le transport sont plus aisés.
Les variétés les plus cultivées à Wépion sont les Darselect, Elsanta et Lambada. Ces plants sont issus de pépinières hollandaises ou françaises et sont protégés par Certificat d'obtention végétale. La saison commence début mai avec la variété Darselect, elle se poursuit très vite jusqu’à la fin juin avec Elsanta, brillante et acidulée, et qui présente l'avantage de mieux résister aux températures estivales. 
Une des caractéristiques des producteurs wallons de la Criée de Wépion est de proposer majoritairement des fraises de la variété Darselect. 
Lambada reste la variété la plus fragile au transport mais la plus recherchée pour le parfum et le goût. Sa production est confidentielle, vendue dans les circuits courts et de proximité et seulement pendant de courtes périodes. 
À partir de juillet et jusqu’en octobre, les plantations d'avril à août de fraisier ayant été mis au frais tout l'hiver (les "plants frigo"), permettent de prolonger la saison par une production majoritairement de Darselect. Les fraises sont alors plus fermes que leurs sœurs du mois de juin et leur teneur en sucre ira crescendo avec l'avancement de la récolte. Depuis le début des années 2010 des productions de plants "remontants" sont également rencontrées.

## Les méthodes de culture
Les techniques de production des fraises relèvent de l'horticulture et elles ont connu de grands progrès à partir du début des années 1980.

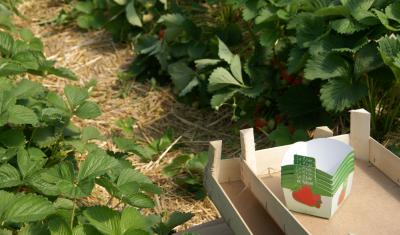
Plants de fraisiers, en plein champ, juin

La culture sur paillages simples, sans irrigation et à flanc des coteaux mosans a été abandonnée par les producteurs. 
Elle a été remplacée par la culture sur buttes (comme pour les asperges ou les chicons de pleine terre) avec micro-irrigation. 
Cette méthode permet le contrôle précis des conditions dans lesquelles s’enracine le fraisier. L'irrigation et le fumage sont ainsi maîtrisés ; en alliant une rotation de cultures sur les terrains riches et sains, les producteurs évitent les maladies et pratiquent une culture raisonnée tout en menant une bonne pratique agricole visant à minimiser l'usage des produits phytosanitaires. 
En mai, des cultures forcées grâce à des serres parfois chauffées ou sous tunnels de plastique, permettent des récoltes en primeur. Grâce à ces méthodes culturales, ces fraises ainsi arrivées à maturité ne subissent pas de gelées printanières inopportunes ou de pluies ou grêles dévastatrices et permettent de mettre sur le marché des fraises « avant l'heure ».
Le mois de juin est réservé aux productions de plein-champ, sur buttes, fournissant les fraises primeurs du printemps. Les dernières fraises obtenues sur les plants, les plus petites, sont les plus sucrées et se prêtent à la préparation des confitures.
De juillet à octobre, les "nouvelles récoltes", sont issues de "plants frigo" plantés à partir de la fin avril jusqu'en août. Les "plants frigo" sont obtenus à partir de stolons à racines nues ou en mottes, qui sont conservés, jusqu'à plantation, en chambre froide à -2 °C.